# Saison 5 de Supernatural
Chronologie
Saison 4 Saison 6
Cet article présente les vingt-deux épisodes de la cinquième saison de la série télévisée américaine Supernatural.

## Synopsis
Dans cette saison, les deux frères doivent réparer leurs erreurs et arrêter Lucifer et l'apocalypse. Cependant, les relations sont tendues du fait de la trahison de Sam qui a préféré un démon à son frère lors de la saison précédente, menant au déclenchement de l'apocalypse. Les frères Winchester devront réapprendre à travailler en équipe et se faire confiance au fur et à mesure des chasses, sachant qu'ils sont maintenant poursuivis par des anges et des démons. Les premiers veulent convaincre Dean d'accepter son rôle de vaisseau pour l'archange Michel alors que les seconds veulent livrer Sam, afin qu'il soit possédé par l'archange Lucifer. Mais les deux frères préfèrent rester unis et trouver un autre moyen d'arrêter cette guerre.

## Distribution

### Acteurs principaux
- Jared Padalecki (VF : Damien Boisseau) : Sam Winchester
- Jensen Ackles (VF : Fabrice Josso) : Dean Winchester
- Jim Beaver (VF : Jacques Bouanich) : Bobby Singer
- Misha Collins (VF : Guillaume Orsat) : Castiel

### Acteurs récurrents et invités
- Kurt Fuller (VF : Patrice Dozier) : Zacharie
- Rob Benedict (VF : Fabien Jacquelin) : Chuck Shurley
- Mark Pellegrino (VF : Nicolas Lormeau) : Lucifer
- Emily Perkins (VF : Nathalie Bienaimé) : Becky Rosen (épisodes 1 et 9)
- Rachel Miner (VF : Sylvie Jacob) :  Meg Masters (épisodes 1 et 10)
- Steven Williams (VF : Jean-Louis Faure) : Rufus Turner (épisode 2)
- Samantha Ferris (VF : Josiane Pinson) : Ellen Harvelle (épisodes 2 et 10)
- Alona Tal (VF : Marie Giraudon) : Jo Harvelle (épisodes 2 et 10)
- Adrianne Palicki (VF : Dorothée Pousséo) :  Jessica Moore(épisode 3)
- Demore Barnes (VF : Gilles Morvan) : l'Archange Raphaël (épisode 3)
- Paris Hilton (VF : Céline Melloul) : elle-même / Leshii (épisode 5)
- Richard Speight Jr. (VF : Constantin Pappas) : Gabriel / L'embrouilleur (épisodes 8 et 19)
- Mark Sheppard (VF : Fabien Jacquelin) : Crowley(épisodes 10, 20 et 21)
- Jon Gries (VF : Georges Caudron) : Martin Creaser (épisode 11)
- Matt Cohen (VF : Pascal Grull) : jeune John Winchester (épisode 13)
- Amy Gumenick (VF : Nathalie Bienaimé) : jeune Mary Winchester (épisode 13)
- Julie McNiven (VF : Nadine Girard) : Anna Milton (épisode 13)
- Kim Rhodes (VF : Isabelle Ganz) : Jody Mills (épisode 15)
- Carrie Anne Fleming (VF : Blanche Ravalec) : Karen Singer (épisode 15)
- Samantha Smith (VF : Olivia Nicosia) : Mary Winchester (épisode 16)
- Chad Lindberg (VF : Benoît DuPac) : Ash (épisode 16)
- Traci Dinwiddie (VF : Nathalie Karsenti) : Pamela Barnes (épisode 16)
- Michael Shanks (VF : William Coryn) : Rob (épisode 17)
- Cindy Sampson (VF : Laura Blanc) : Lisa Braeden (épisodes 17 et 22)
- Jake Abel (VF : Donald Reignoux) : Adam Milligan / l'Archange Michel (épisodes 18 et 22)
- Travis Wester (VF : Geoffrey Vigier) : Harry Spangler (épisode 19)
- A. J. Buckley (VF : Hervé Grull) :  Ed Zeddmore (épisode 19)
- Matt Frewer (VF : Jean-Claude Montalban) : La Peste (épisodes 19 et 21)
- Eric Johnson (VF : Jérôme Pauwels) : Brady (épisode 20)
- Julian Richings (VF : Vincent Violette) : La Mort (épisode 21)

### Créatures de la saison
- Dieu
- Archanges
- Cavaliers de l'Apocalypse
- Anges
- Démons
- Dieux Païens
- Sorciers
- Fantômes
- Chiens de l'Enfer
- Faucheuse
- Spectre
- Cupidon/chérubin
- Mort-vivant
- La prostituée de Babylone

## Production

### Développement
Supernatural est annoncée comme une série en cinq saisons, mais, contrairement à ce qui était prévu, The CW confirme officiellement le renouvellement de la série pour une sixième saison. Cependant, le fil conducteur va évoluer puisque l'histoire originelle prend fin durant la cinquième saison .

### Diffusions
Au Canada, la saison a été diffusée en simultanée sur Sun TV Toronto et Joytv (CHNU-TV Vancouver et CIIT-TV Winnipeg).

## Liste des épisodes

### Épisode 1:Sympathie envers le Diable
- États-Unis : 10 septembre 2009 sur The CW
- Québec : 23 août 2010 sur Ztélé
- France : 
  - 23 novembre 2010 sur TF6[6],[7]
  - 24 septembre 2011 sur M6[8]
- Suisse : 13 juin 2011 sur TSR1[9]
- Belgique : sur Plug RTL

- États-Unis : 3,388 millions de téléspectateurs[10] (première diffusion)

- Kurt Fuller (Zacharie)
- Rob Benedict (Chuck Shurley)
- Mark Pellegrino (Nick/Lucifer)
- Rachel Miner (Meg)
- Emily Perkins (Becky Rosen)
- Bellamy Young (Sarah)
- Marci T. House (une infirmière)
- Frank Topol (le pilote d'avion)

- Le titre original fait référence à la chanson Sympathy for the Devil des Rolling Stones.
- Tournage : Épisode tourné du 2 au 13 juillet 2009.

### Épisode 2:Premier Pas vers l'Enfer
- États-Unis : 17 septembre 2009 sur The CW
- Québec : 30 août 2010 sur Ztélé
- France : 
  - 23 novembre 2010 sur TF6[7]
  - 1er octobre 2011 sur M6[8]
- Suisse : 20 juin 2011 sur TSR1[11]

- États-Unis : 2,782 millions de téléspectateurs[12] (première diffusion)

- Samantha Ferris (Ellen)
- Alona Tal (Jo)
- Steven Williams (Rufus)
- Shawn Roberts (Austin)
- Titus Welliver (Roger / la Guerre)
- Michael Bean (le prêtre)
- Genevieve Fleming (femme enceinte)
- Josh A. Young (époux de la femme enceinte)
- Steven Love (adolescent)
- Autumn Bri (adolescente)

Les frères sont au chevet de Bobby, blessé à la suite de sa possession par un démon. Castiel les rejoint pour demander un objet à Dean, afin de se mettre en quête de Dieu, seule solution selon lui pour arrêter l'apocalypse. 
- Lieu : River Pass (Colorado)
- La musique que l'on peut entendre lorsque les deux frères Winchester entre dans la ville de River Pass est une reprise de Spirit in the Sky de Norman Greenbaum.
- Tournage : Épisode tourné du 15 au 24 juillet 2009.

### Épisode 3:Seuls sur la route
- États-Unis : 24 septembre 2009 sur The CW
- Québec : 6 septembre 2010 sur Ztélé
- France : 
  - 30 novembre 2010 sur TF6[7]
  - 8 octobre 2011 sur M6[8]
- Suisse : 27 juin 2011 sur TSR1[13]

- États-Unis : 2,661 millions de téléspectateurs[14] (première diffusion)

- Adrianne Palicki (Jessica Moore)
- Mark Pellegrino (Lucifer)
- Demore Barnes (Donnie Finnerman/Raphaël)
- Katya Virshilas (la prostituée)
- Emma Bell (Lindsey)
- Peter Bryant (Walt Framingham)
- Scott Michael Campbell (Tim Janklow)
- Ed Welch (le vampire)
- Colin Lawrence (Reggie Hull)
- Murray Lowry (barman)
- Sean Campbell (Steve Bose)
- Michelle Simick (la journaliste)
- Ted Cole (le coroner)

- Tournage : Épisode tourné du 24 juillet au 5 août 2009.

### Épisode 4:Apocalypse 2014
- États-Unis : 1er octobre 2009 sur The CW
- Québec : 13 septembre 2010 sur Ztélé
- France : 
  - 30 novembre 2010 sur TF6[7]
  - 15 octobre 2011 sur M6[8]
- Suisse : 4 juillet 2011 sur TSR1[15]

- États-Unis : 2,595 millions de téléspectateurs[16] (première diffusion)

- Kurt Fuller (Zacharie)
- Rob Benedict (Chuck Shurley)
- Lexa Doig (Risa)
- Dwayne Bryshun (le chasseur)
- John Paul McGlynn (le protestant religieux)
- Michael Jonsson (Yeager)
- Rio Alpine (Devon)
- Devyn Dalton (jeune fille)

À la suite de la visite nocturne de Lucifer, Sam contacte son frère pour lui expliquer qu'il est le vaisseau destiné à ce dernier. Alors qu'il veut reprendre la lutte contre l'Apocalypse, Dean pense qu'ils sont plus efficaces séparés et refuse de reprendre la chasse ensemble.
- Le titre original fait référence à la chanson The End des Doors.
- Quand Dean va à la fenêtre de sa chambre délabrée pour voir ce qu'il se passe dehors, on peut apercevoir que le cinéma affiche le film "Route 666".
- Tournage : Épisode tourné du 6 août au 15 août 2009.

### Épisode 5:Idoles assassines
- États-Unis : 8 octobre 2009 sur The CW
- Québec : 20 septembre 2010 sur Ztélé
- France : 
  - 7 décembre 2010 sur TF6[7]
  - 29 octobre 2011 sur M6[8]
- Suisse : 11 juillet 2011 sur TSR1[17]

- États-Unis : 2,467 millions de téléspectateurs[18] (première diffusion)

- Paris Hilton (Léchi)
- Brad Dryborough (Cal Hawkins)
- Daryl Shuttleworth (en) (shérif Rick Carnegie)
- Paul McGillion (Jim Grossman)
- David Livingstone (Abraham Lincoln)
- Paul Statman (Gandhi)
- Robert Clarke (propriétaire du musée)
- Cynthia Mendez (Danielle)
- Jo-Ann Fernandes (Consuela Alvarez)
- Emily Tennant (1re fan de Paris Hilton)
- Anja Savcic (2e fan de Paris Hilton)
- Bruce Harwood (William Hill)

- Le titre original fait référence au film noir de Carol Reed, Première Désillusion.
- Dans une scène de cet épisode, Dean fait référence au film La Maison de cire, film dans lequel Jared Padalecki et Paris Hilton ont eu un rôle.

### Épisode 6:L'Antéchrist
- États-Unis : 15 octobre 2009 sur The CW
- Québec : 27 septembre 2010 sur Ztélé
- France : 
  - 7 décembre 2010 sur TF6[7]
  - 5 novembre 2011 sur M6[8]
- Suisse : 18 juillet 2011 sur TSR1[19]

- États-Unis : 2,582 millions de téléspectateurs[20] (première diffusion)

- Gattlin Griffith (Jesse)
- Ever Carradine (Julia Wright)
- Keith MacKechnie (le coroner)
- Raquel Riskin (Amber Greer)
- Patrick Keating (propriétaire du magasin farce et attrape)
- Neelam Khabra (Jen Fremont)
- Chris Boyd (M. Jansen)
- Patricia Cullen (Francine Jansen)
- Andrew Bernard (Andrew Jansen)
- Joe Norman Shaw (le facteur)
- John F. Parker (M. Stanley)
- Dalila Bela (fille)
- Christopher DeLisle (père de la fille)
- Mark Acheson (la fée des dents)
- Peter Bundic (M. Turner)

- Le titre original fait référence à la chanson The Greatest Love of All de Whitney Houston.
- Lieu : Alliance (Nebraska)

### Épisode 7:Jeu d'argent, jeu de temps
- États-Unis : 29 octobre 2009 sur The CW
- Québec : 4 octobre 2010 sur Ztélé
- France : 
  - 14 décembre 2010 sur TF6[7]
  - 19 novembre 2011 sur M6[8]
- Suisse : 25 juillet 2011 sur TSR1[21]

- États-Unis : 2,917 millions de téléspectateurs[22] (première diffusion)

- Hal Ozsan (le sorcier)
- Pascale Hutton (Lia)
- Chad Everett (Dean plus vieux)

- Le titre original fait référence à L'Étrange Histoire de Benjamin Button, une œuvre de Francis Scott Fitzgerald adaptée en film par David Fincher.

### Épisode 8:Téléportation
- États-Unis : 5 novembre 2009 sur The CW
- Québec : 11 octobre 2010 sur Ztélé
- France : 
  - 14 décembre 2010 sur TF6[7]
  - 26 novembre 2011 sur M6[8]
- Suisse : 1er août 2011 sur TSR1[23]

- États-Unis : 2,645 millions de téléspectateurs[24] (première diffusion)

- Richard Speight Jr. (L'Embrouilleur)

Les deux frères rencontrent pour une troisième fois l'Embrouilleur en enquêtant sur des morts improbables. Ce dernier les piège dans des séries télévisées, les forçant à jouer des personnages d'émissions sous peine de rester prisonniers de la télévision à jamais. Il cherche en réalité à les forcer à accepter leur vraie rôle : être les vaisseaux de Lucifer et Michel et jouer l'histoire qui est écrite.
Référence(s) : 
- Sam et Dean passent d'émissions en émissions, ce qui donne l'occasion à la série de parodier plusieurs shows :
  - Grey's Anatomy, série dans laquelle Jeffrey Dean Morgan  (John Winchester) a eu un rôle récurrent qui apparaît.
  - Les Experts : Miami et notamment Horatio Caine, avec ses célèbres lunettes de soleil.
  - K 2000 dans laquelle Dean incarne Michael Knight tandis que Sam incarne K.I.T.T, sa célèbre voiture.
- Un générique est créé spécialement pour cet épisode, en référence au codes des sitcoms américaines.

### Épisode 9:Les Incroyables Aventures de Sam et Dean
- États-Unis : 12 novembre 2009 sur The CW
- Québec : 18 octobre 2010 sur Ztélé
- France : 
  - 21 décembre 2010 sur TF6[7]
  - 17 décembre 2011 sur M6[8]
- Suisse : 8 août 2011 sur TSR1[25]

- États-Unis : 2,686 millions de téléspectateurs[26] (première diffusion)

- Emily Perkins (Becky Rosen)
- Rob Benedict (Chuck Shurley)
- Devin Ratray (Damien/Dean)
- Ernie Grunwald (Barnes/Sam)

### Épisode 10:Les Faucheuses
- États-Unis : 19 novembre 2009 sur The CW
- Québec : 25 octobre 2010 sur Ztélé
- France : 
  - 21 décembre 2010 sur TF6[7]
  - 7 janvier 2012 sur M6[8]
- Suisse : 15 août 2011 sur TSR1[27]

- États-Unis : 2,514 millions de téléspectateurs[28] (première diffusion)

- Mark Pellegrino (Lucifer)
- Rachel Miner (Meg)
- Mark Sheppard (Crowley)
- Samantha Ferris (Ellen)
- Alona Tal (Jo)
- L. Harvey Gold (M. Pendleton)
- Darryl Sheelar (le garde du corps de Crowley)
- Dawn Chubai (la journaliste)

- Lieu : Carthage (Missouri)
- Ellen et Jo meurent dans cet épisode.
- Avant de mourir, Jo offre son fusil à Dean et celui-ci l'utilisera à la place de son canon scié tout le long de la saison.

### Épisode 11:Vol au-dessus d'un nid de démons
- États-Unis : 21 janvier 2010 sur The CW
- Québec : 1er novembre 2010 sur Ztélé
- France : 
  - 28 décembre 2010 sur TF6[7]
  - 14 janvier 2012 sur M6[8]
- Suisse : 22 août 2011 sur TSR1[29]

- États-Unis : 2,65 millions de téléspectateurs[30] (première diffusion)

- Jon Gries (Martin Creaser)
- Lara Gilchrist (infirmière Foreman)
- Michelle Harrison (Dr Erica Cartwright)

- Lieu : Ketchum, Oklahoma

### Épisode 12:L'Apprenti sorcier
- États-Unis : 28 janvier 2010 sur The CW
- Québec : 8 novembre 2010 sur Ztélé
- France : 
  - 28 décembre 2010 sur TF6[7]
  - 21 janvier 2012 sur M6[8]
- Suisse : 29 août 2011 sur TSR1[31]

- États-Unis : 2,645 millions de téléspectateurs[32] (première diffusion)

- Colton James (Gary)
- Sarah Drew (Nora)
- Alex Arsenault (Trevor)
- Daniela Bobadilla (Sydney Finkel)
- Lydia Doesburg (Katie)
- Patricia Harras (Donna)

Sam et Dean viennent rendre visite à une de leur ancienne baby-sitter, dont la famille est harcelée par un fantôme. Afin de l'aider, les deux frères enquêtent sur la maison pendant que la famille est mise à l'abri. Alors qu'il rentre au motel, Sam est assommé et se réveille dans le corps d'un adolescent gringalet qui vit chez ses parents. 
- Lieu : Housatonic (Massachusetts)

### Épisode 13:Le Retour d'Anna
- États-Unis : 4 février 2010 sur The CW
- Québec : 15 novembre 2010 sur Ztélé
- France : 
  - 4 janvier 2011 sur TF6[7]
  - 28 janvier 2012 sur M6[8]
- Suisse : 5 septembre 2011 sur TSR1[33]

- États-Unis : 2,281 millions de téléspectateurs[34] (première diffusion)

- Julie McNiven (Anna Milton)
- Matt Cohen (John Winchester jeune)
- Amy Gumenick (Mary Winchester jeune)
- Matt Ward (Uriel)
- Juliana Semenova (danseuse habillée en ange)
- Daniela Dib (danseuse habillée en diable)
- Allie Bertram (jeune femme)
- Luke Welland (jeune homme)

Anna apparaît à Dean en rêve, lui demandant de l'aide à la suite de son évasion des prisons du paradis. Alors qu'elle attend les frères Winchester avec un couteau, Castiel se présente au rendez-vous, soupçonnant Anna d'avoir des intentions déguisées. En effet, celle-ci souhaite tuer Sam pour empêcher Lucifer d'accéder à son vaisseau. Alors que Castiel s'oppose à elle, Anna décide de repartir dans le passé pour éliminer Mary et John avant même la conception de leurs enfants.

### Épisode 14:Passions dévorantes
- États-Unis : 11 février 2010 sur The CW
- Québec : 22 novembre 2010 sur Ztélé[35]
- France : 
  - 4 janvier 2011 sur TF6[7]
  - 4 février 2012 sur M6[8]
- Suisse : 11 septembre 2011 sur TSR1[36]

- États-Unis : 2,513 millions de téléspectateurs[37] (première diffusion)

- James Otis (Famine)

- Le titre original fait référence au film Meurtres à la St-Valentin, où Jensen Ackles a eu un rôle.

### Épisode 15:Les Morts-Vivants
- États-Unis : 25 mars 2010 sur The CW
- Québec : 29 novembre 2010 sur Ztélé[38]
- France : 
  - 11 janvier 2011 sur TF6[7]
  - 11 février 2012 sur M6[8]
- Suisse : 19 septembre 2011 sur TSR1[39]

- États-Unis : 2,948 millions de téléspectateurs[40] (première diffusion)

Sam et Dean enquêtent dans la ville de Bobby après qu'un habitant ait été tué par un mort-vivant. Alors qu'il l'arrête chez lui, au milieu de sa famille, le shériff Jody Mills intervient pour le remettre en liberté. Les Winchester se rendent compte que de nombreux morts sont sortis de leur tombe et au lieu d'attaquer les humains, ont retrouvé leurs familles pour reprendre leur vie normalement. 
- Lieu : Sioux Falls (Dakota du Sud)
- Le titre original fait référence au film de Carl Reiner, Les cadavres ne portent pas de costard.
- Il s'agit de la première apparition du personnage Jody Mills, qui deviendra un personnage récurrent apparaissant à chaque saison.

### Épisode 16:Axis Mundi
- États-Unis : 1er avril 2010 sur The CW
- Québec : 6 décembre 2010 sur Ztélé[41]
- France : 
  - 11 janvier 2011 sur TF6[7]
  - 11 février 2012 sur M6[8]
- Suisse : 26 septembre 2011 sur TSR1[42]

- États-Unis : 2,396 millions de téléspectateurs[43] (première diffusion)

- Roger Aaron Brown (Joshua)
- Traci Dinwiddie (Pamela Barnes)
- Colin Ford (jeune Sam Winchester)
- Kurt Fuller (Zacharie)
- Chad Lindberg (Ash)
- Kerry van der Griend (Roy)
- Nels Lennarson (Walt)
- Laura Ward (Stephanie)
- Lane Edwards (père de Stephanie)
- Jean Nicolai (mère de Stephanie)

- Le titre original fait référence à l'album Dark Side of the Moon du groupe Pink Floyd.

### Épisode 17:Prophéties funestes
- États-Unis : 8 avril 2010 sur The CW
- Québec : 13 décembre 2010 sur Ztélé[44]
- France : 
  - 18 janvier 2011 sur TF6[7]
  - 18 février 2012 sur M6[8]
- Suisse : 3 octobre 2011 sur TSR1[45]

- États-Unis : 2,779 millions de téléspectateurs[46] (première diffusion)

- Cindy Sampson (Lisa Braeden)
- Michael Shanks (Rob)
- Larry Poindexter (Gidéon)
- Kayla Mae Maloney (Leah)
- Bruce Ramsay (Paul)
- Brett Dier (Dylan)
- Laura Wilson (Elise)
- Johannah Newmarch (Jane)
- Cameron K. Smith (garde armée)

- Lieux : Blue Earth, Minnesota

### Épisode 18:Plan B
- États-Unis : 15 avril 2010 sur The CW
- Québec : 3 janvier 2011 sur Ztélé[47]
- France : 
  - 18 janvier 2011 sur TF6[7]
  - 25 février 2012 sur M6[8]
- Suisse : 10 octobre 2011 sur TSR1[48]

- États-Unis : 2,445 millions de téléspectateurs[49] (première diffusion)

- Kurt Fuller (Zacharie)
- Jake Abel (Adam Milligan)
- Michael Robinson (Stuart Holmes)
- Jason Vaisvila (prédicateur)
- Todd Scott (l'attaquant de Castiel)

- Il s'agit du 100e épisode de la série.
- Zacharie meurt dans cet épisode.

### Épisode 19:Le Panthéon
- États-Unis : 22 avril 2010 sur The CW
- Québec : 10 janvier 2011 sur Ztélé[50]
- France : 
  - 25 janvier 2011 sur TF6[7]
  - 3 mars 2012 sur M6[8]
- Suisse : sur TSR1

- États-Unis : 2,823 millions de téléspectateurs[51] (première diffusion)

- Mark Pellegrino (Lucifer)
- Richard Speight Jr. (Gabriel)
- Rekha Sharma (Kali)
- Keith Blackman (Ganesh)
- Adam Croasdell (Baldur)
- John Emmet Tracy (Mercury)
- Duncan Fraser (Odin)
- Patrick Bahrich (client de l'hôtel)
- Matt Frewer (Pestilence)
- Brian Calvet (agent de sécurité)
- Sarah Porchetta (l'actrice pornographique)
- William J. Phillips (l'employé du magasin)

### Épisode 20:Meilleurs Ennemis
- États-Unis : 29 avril 2010 sur The CW
- Québec : 17 janvier 2011 sur Ztélé[52]
- France : 
  - 25 janvier 2011 sur TF6[7]
  - 10 mars 2012 sur M6[8]

- États-Unis : 2,379 millions de téléspectateurs[53] (première diffusion)

- Mark Sheppard (Crowley)
- Eric Johnson (Brady)

Les frères Winchester ont enfin un plan pour arrêter Lucifer, mais aucun indice pour trouver les cavaliers restants. C'est à ce moment que Crowley apparaît, proposant son aide pour retrouver la Peste. Ils enlèvent Brady, un démon préposé aux cavaliers et connaissant tout leur déplacement. Crowley souhaite tenir Sam à l'écart des négociations, car Brady est également un élément du passé de Sam et Jessica. 

### Épisode 21:La Onzième Heure
- États-Unis : 6 mai 2010 sur The CW
- Québec : 24 janvier 2011 sur Ztélé[54]
- France : 
  - 8 février 2011 sur TF6[7]
  - 17 mars 2012 sur M6[8]

- États-Unis : 2,527 millions de téléspectateurs[55] (première diffusion)

- Julian Richings (La Mort)

Sam et Dean partent affronter la Peste à la suite des informations que Brady leur a données. Une fois sur place, alors qu'ils sont en mauvaise posture, Castiel réapparaît pour les aider. Ils récupèrent l'anneau de la Peste et se réunissent chez Bobby. Ce dernier leur avoue qu'il a conclu un pacte avec Crowley pour pouvoir localiser la Mort, dernier cavalier qu'il reste à affronter pour recréer la clef de la cage de Lucifer. Il a dû échanger son âme, que le démon garde en gage jusqu'à ce que le diable soit arrêté. Alors que l'équipe se prépare pour aller à Chicago, qui doit bientôt être rasée par une catastrophe, ils découvrent le plan de la Peste dans les journaux. Une grande campagne de vaccination va démarrer dans quelques jours, venant de la société que dirigeait Brady, pour endiguer l'épidémie de grippe lancé par la Peste. Le vaccin est en fait le virus démoniaque Croatoan.
- Le titre original fait référence à la chanson Two Minutes to Midnight du groupe Iron Maiden.

### Épisode 22:La paix viendra
- États-Unis : 13 mai 2010 sur The CW
- Québec : 31 janvier 2011 sur Ztélé[56]
- France : 
  - 8 février 2011 sur TF6[7]
  - 24 mars 2012 sur M6[8]

- États-Unis : 2,838 millions de téléspectateurs[57] (première diffusion)

- Jake Abel (St. Michel)
- Mark Pellegrino (Lucifer)
- Rob Benedict (Chuck Shurley)
- Cindy Sampson (Lisa Braeden)
- Nicholas Elia (Ben Braeden)
- Nicolai Giustra (Dean jeune)
- Nathan Smith (Sam jeune)
- Anthony Harrison (Sal Moriarty)

L'épisode s'ouvre par la narration de Chuck en train d'écrire la fin de Supernatural. Il retrace des éléments du voyage de Sam et Dean dans l'Impala, depuis leur enfance. Pendant ce temps, les quatre anneaux sont réunis afin d'ouvrir à nouveau la cage de Lucifer et le renvoyer en Enfer. Alors que Bobby et Castiel approuvent le plan de Sam, Dean reste le dernier réfractaire. Une discussion entre les deux frères s'imposent, où Dean finit par accepter de suivre son frère même si cela implique sa mort. L'équipe part donc pour Détroit à la rencontre de Lucifer, pour le piéger. Une fois sur place, Sam est obligé de boire du sang de démon pour résister à la possession de Lucifer. Après des adieux auprès de Bobby et Castiel, les deux frères se jettent dans la gueule du loup. Une fois sur place, Lucifer semble avoir connaissance de leur plan mais cela n'arrête pas Sam qui se sent capable de lui résister. Lucifer prend possession de son hôte pendant que Dean ouvre la cage. Alors que Sam reprend ses esprits et se dirige vers le trou crée, il reprend les anneaux et change d'attitude : Lucifer a pris le contrôle et disparaît.
Les premiers signes de l'apocalypse se manifestent sur Terre et Castiel et Bobby sont à court d'idées, mais Dean refuse d'abandonner. Pendant ce temps, Lucifer et Sam se font face, ce dernier révélant que Sam a toujours été entouré de démons au cours de sa vie, mis sur son chemin pour s'assurer qu'il suive sa destinée. Sam n'est pas convaincu par les promesses du Diable mais ne semble pas capable de prendre le dessus. Finalement, Dean téléphone à Chuck pour connaître le lieu de la bataille entre Lucifer et Michel. Sans réelles armes, les trois hommes se rendent sur place pour arrêter Sam ou mourir à ses côtés. Une fois sur place, Castiel expulse Michel avec de l'huile sacrée enflammée afin d'offrir 5 minutes de discussion à Dean. Lucifer, furieux, fait exploser l'ange puis tue Bobby. Alors qu'il se déchaîne sur le visage de Dean contre l'Impala, Sam aperçoit les souvenirs d'une vie de voyage. La narration d'ouverture de Chuck fait écho à tous les souvenirs qui traversent Sam et celui-ci reprend le contrôle de son corps. Il ouvre la cage et rassure Dean. Michel réapparaît à ce moment, voulant affronter Lucifer coûte que coûte et Sam l'emporte avec lui dans la cage qui se referme derrière eux. Dean est seul avec les anneaux. 
- Lieu : Détroit (Michigan) et Lawrence (Kansas, cimetière de Stull)